# Ichneumon curtatus
Ichneumon curtatus är en stekelart som beskrevs av Geoffroy 1785. Ichneumon curtatus ingår i släktet Ichneumon och familjen brokparasitsteklar. Inga underarter finns listade i Catalogue of Life.